# Beatrice Capomaggi
Beatrice Capomaggi (Frascati, 29 aprile 1997) è una rugbista a 15 italiana, tre quarti centro del Villorba.

## Biografia
Formatasi rugbisticamente nel Frascati, club del suo luogo d'origine in provincia di Roma, debuttò in campionato a 18 anni nelle file del CUS Roma per poi passare alla Capitolina, in parallelo agli studi di scienze motorie a Tor Vergata intrapresi nel 2016.
Già a Roma si mise in luce in ottica internazionale e, a fine 2019, ricevette una convocazione per un test match di fine anno a Bedford contro l'Inghilterra.
Passata nel 2020 a Villorba, ha raggiunto con tale club la finale scudetto nel 2022 e ha ricevuto la convocazione per la squadra italiana alla Coppa del Mondo 2021 in Nuova Zelanda.
Campionessa d'Italia due volte consecutive nel 2024 e nel 2025, ha ricevuto la convocazione per la Coppa del Mondo in Inghilterra, la sua seconda consecutiva.

## Palmarès
- Campionati italiani: 2
Villorba: 2023-24, 2024-25